# Thysania pomponia
Thysania pomponia är en fjärilsart som beskrevs av Jordan 1924. Thysania pomponia ingår i släktet Thysania och familjen nattflyn. Inga underarter finns listade i Catalogue of Life.